# Nazionale femminile under 17 di calcio della Nuova Zelanda
La nazionale Under-17 di calcio femminile della Nuova Zelanda, in inglese New Zealand women's national under-17 football team, è la rappresentativa calcistica femminile internazionale della Nuova Zelanda formata da giocatrici al di sotto dei 17 anni, gestita dalla Federazione calcistica della Nuova Zelanda (New Zealand Football - NZF).
Come membro dell'Oceania Football Confederation (OFC) partecipa a vari tornei di calcio giovanili internazionali riservati alla categoria, tra cui il Campionato mondiale FIFA Under-17, la Coppa delle nazioni oceaniane di categoria e ai tornei a invito.
Con le cinque vittorie nella Coppa delle nazioni oceaniane è la nazionale di calcio femminile Under-17 più titolata in Oceania.

## Partecipazioni ai tornei internazionali

### Piazzamenti alla Coppa delle nazioni oceaniane femminile Under-17
- 2010: Campione
- 2012: Campione
- 2016: Campione
- 2017: Campione
- 2023: Campione

### Piazzamenti ai Mondiali Under-17
- 2008: Fase a gironi
- 2010: Fase a gironi
- 2012: Fase a gironi
- 2014: Fase a gironi
- 2016: Fase a gironi
- 2018: Terzo posto
- 2022: Fase a gironi